# Resolución 68/262 de la Asamblea General de las Naciones Unidas
La resolución 68/262 de la Asamblea General de las Naciones Unidas (llamada Integridad territorial de Ucrania) fue aprobada el 27 de marzo de 2014 en respuesta a la crisis de Crimea. Aprobada por 100 países, la resolución afirmó el compromiso de las Naciones Unidas para reconocer a Crimea como parte de Ucrania, rechazando el referéndum sobre el estatus político.
La resolución fue presentada por Canadá, Costa Rica, Alemania, Lituania, Polonia y Ucrania. La adopción de la resolución fue precedida por intentos infructuosos del Consejo de Seguridad por buscar una solución a la crisis, los cuales se encontraron con el veto ruso.
Aunque la resolución no ha podido ser aprobada por el Consejo de Seguridad debido al veto ruso, sin embargo, resulta una firme declaración de principios recogidos en la Carta de las Naciones Unidas, a pesar de no tener un efecto vinculante.

## Contexto
El referéndum sobre el estatus político de Crimea de 2014 se celebró en la República Autónoma de Crimea (RAC) y la ciudad de Sebastopol el 16 de marzo de 2014 —originalmente fue fijado para el 25 de mayo de 2014 y posteriormente para el 30 de marzo, pero se adelantó— y consultó sobre el ingreso del territorio en la Federación de Rusia o el retorno a la Constitución de Crimea de 1992.
Los miembros del Consejo Supremo de la República Autónoma votaron el 6 de marzo dejar de ser formalmente parte de Ucrania y unirse a Rusia. El mismo día, Sebastopol se declaró unilateralmente un sujeto federal de la Federación Rusa. El 11 de marzo Crimea y la ciudad de Sebastopol declararon su independencia de Ucrania, formando la República de Crimea, con 78 votos a favor de un total de 100 miembros en el Parlamento de Crimea. La acción fue considerada legítima por Rusia, pero no por Estados Unidos y el gobierno en Kiev.

## La votación

Votación de la Asamblea General de las Naciones Unidas respecto a la «integridad territorial de Ucrania», votada el 27 de marzo de 2014.
----
A favor
En contra
Abstención
Ausente
Estados no miembros

| Voto       | Cantidad | Estados | % de la votación | % del total de miembros de la ONU |
| ---------- | -------- | --- | ---------------- | --------------------------------- |
| A favor    | 100      | Albania, Alemania, Andorra, Arabia Saudita, Australia, Austria, Azerbaiyán, Bahamas, Barbados, Baréin, Bélgica, Benín, Bután, Bulgaria, Cabo Verde, Camerún, Canadá, Catar, Chad, Chile, Chipre, Colombia, Corea del Sur, Costa Rica, Croacia, Dinamarca, Eslovaquia, Eslovenia, España, Estados Unidos, Estonia, Filipinas, Finlandia, Francia, Georgia, Grecia, Guatemala, Guinea, Haití, Honduras, Hungría, Indonesia, Irlanda, Islandia, Islas Marshall, Islas Salomón, Italia, Japón, Jordania, Kiribati, Kuwait, Letonia, Liberia, Libia, Liechtenstein, Lituania, Luxemburgo, Macedonia, Madagascar, Malasia, Malaui, Maldivas, Malta, Mauricio, México, Micronesia, Moldavia, Mónaco, Montenegro, Níger, Nigeria, Noruega, Nueva Zelanda, Países Bajos, Palaos, Panamá, Papúa Nueva Guinea, Perú, Polonia, Portugal, Reino Unido, República Centroafricana, República Checa, República Democrática del Congo, República Dominicana, Rumania, Samoa, San Marino, Seychelles, Sierra Leona, Singapur, Somalia, Sudáfrica, Suecia, Suiza, Tailandia, Togo, Trinidad y Tobago, Turquía, Túnez, Ucrania. | 59.17%           | 51.81%                            |
| En contra  | 11       | Armenia, Bielorrusia, Bolivia, Corea del Norte, Cuba, Nicaragua, Rusia, Siria, Sudán, Venezuela, Zimbabue. | 6.51%            | 5.70%                             |
| Abstención | 58       | Afganistán, Argelia, Angola, Antigua y Barbuda, Argentina, Bangladés, Birmania, Botsuana, Brasil, Brunéi, Burkina Faso, Burundi, Camboya, China, Comoros, Dominica, Ecuador, Egipto, El Salvador, Eritrea, Etiopía, Fiyi, Gabón, Gambia, Guyana, India, Irak, Jamaica, Kazajistán, Kenia, Lesoto, Mali, Mauritania, Mongolia, Mozambique, Namibia, Nauru, Nepal, Pakistán, Paraguay, Ruanda, San Cristóbal y Nieves, San Vicente y las Granadinas, Santa Lucía, Santo Tomé y Príncipe, Senegal, Sri Lanka, Sudán del Sur, Suazilandia, Suriname, Tanzania, Uganda, Uruguay, Uzbekistán, Vietnam, Yibuti, Zambia. | 34.32%           | 30.05%                            |
| Ausentes:  | 24       | Belice, Bosnia y Herzegovina, Congo, Costa de Marfil, Emiratos Árabes Unidos, Guinea Ecuatorial, Ghana, Granada, Guinea-Bisáu, Irán, Israel, Kirguistán, Laos, Líbano, Marruecos, Omán, Serbia, Tayikistán, Timor Oriental, Tonga, Turkmenistán, Tuvalu, Vanuatu, Yemen. | -                | 12.44%                            |

## Reacciones
El 28 de marzo de 2014, Rusia dijo que la resolución era contraproducente y acusó a los países occidentales de usar presiones y chantajes para buscar votos de aprobación.